# Življenje drugih
Življenje drugih (nemško Das Leben der Anderen) je film nemškega režiserja Floriana Henckela von Donnersmarcka o vzhodnonemški Stasi v Vzhodnem Berlinu. 

## Recepcija
Film proti koncu izgubi ostrino in zgleda kot "nemška spravna slovesnost", je zapisal filmski kritik Marcel Štefančič Jr. v Mladini.